# Robert Rosenblum
Robert Rosenblum (New York, 24 luglio 1927 – New York, 6 dicembre 2006) è stato uno storico dell'arte statunitense.

## Biografia
Rosenblum studiò storia dell'arte presso il Queens College e l'Università di Yale; nel 1956 conseguì il dottorato di ricerca presso l'Institute of Fine Arts dell'Università New York.
Successivamente insegnò presso l'Università di Princeton, l'Università del Michigan, l'Università di Yale, l'Università di Oxford e l'Institute of Fine Arts all'Università di New York. Fu curatore artistico presso il Solomon R. Guggenheim Museum, dove si distinse per le sue profonde innovazioni. Morì nel 2006 per un tumore al colon.

## Pubblicazioni
- La storia del Cubismo e l'arte nel Ventesimo Secolo (1960)
- Trasformazioni nell'arte. Iconografia e stile tra Neoclassicismo e Romanticismo (1967)
- La pittura moderna e la tradizione romantica del Nord da Friedrich a Rothko (1973)
- L'arte dell'Ottocento (in collaborazione con Horst Waldemar Janson, 1984)